# Ibaqa Beki
Pour les articles homonymes, voir Beki.
 (octobre 2023).
La mise en forme du texte ne suit pas les recommandations de Wikipédia : il faut le « wikifier ».
Les points d'amélioration suivants sont les cas les plus fréquents. Le détail des points à revoir est peut-être précisé sur la page de discussion.
- Les titres sont pré-formatés par le logiciel. Ils ne sont ni en capitales, ni en gras.
- Le texte ne doit pas être écrit en capitales (les noms de famille non plus), ni en gras, ni en italique, ni en « petit »…
- Le gras n'est utilisé que pour surligner le titre de l'article dans l'introduction, une seule fois.
- L'italique est rarement utilisé : mots en langue étrangère, titres d'œuvres, noms de bateaux, etc.
- Les citations ne sont pas en italique mais en corps de texte normal. Elles sont entourées par des guillemets français : « et ».
- Les listes à puces sont à éviter, des paragraphes rédigés étant largement préférés. Les tableaux sont à réserver à la présentation de données structurées (résultats, etc.).
- Les appels de note de bas de page (petits chiffres en exposant, introduits par l'outil «  Source ») sont à placer entre la fin de phrase et le point final[comme ça].
- Les liens internes (vers d'autres articles de Wikipédia) sont à choisir avec parcimonie. Créez des liens vers des articles approfondissant le sujet. Les termes génériques sans rapport avec le sujet sont à éviter, ainsi que les répétitions de liens vers un même terme.
- Les liens externes sont à placer uniquement dans une section « Liens externes », à la fin de l'article. Ces liens sont à choisir avec parcimonie suivant les règles définies. Si un lien sert de source à l'article, son insertion dans le texte est à faire par les notes de bas de page.
- La présentation des références doit suivre les conventions bibliographiques. Il est recommandé d'utiliser les modèles {{Ouvrage}}, {{Chapitre}}, {{Article}}, {{Lien web}} et/ou {{Bibliographie}}. Le mode d'édition visuel peut mettre en forme automatiquement les références.
- Insérer une infobox (cadre d'informations à droite) n'est pas obligatoire pour parachever la mise en page.

Pour une aide détaillée, merci de consulter Aide:Wikification.
Si vous pensez que ces points ont été résolus, vous pouvez retirer ce bandeau et améliorer la mise en forme d'un autre article.
Ibaqa Beki était une princesse Kerait et une khatun mongole active au début du XIIIe siècle. Elle fut brièvement mariée à Gengis Khan, le fondateur de l'empire mongol, puis mariée à son général Jürchedei.

## Biographie

### Famille
Elle était la fille aînée Jakha Gambhu, Khagan des Tatars en 1203, et suzerain de Temüdjin, avec lequel il s'allie pour vaincre les Naïmans en 1204.

### Premier mariage
Dans le cadre de l'alliance, Ibaqa a été donnée à Gengis Khan comme épouse. Elle était la sœur de Begtütmish, qui épousa Jochi, le fils de Gengis Khan, et de Sorghaghtani Beki, qui épousa Tolui, le fils de Gengis Khan,. Cette dernière sœur est devenue l’une des figures les plus puissantes et les plus influentes de l’Empire mongol.

### Deuxième mariage
Après environ deux ans de mariage sans enfant, Gengis Khan a brusquement divorcé d'Ibaqa et l'a donnée au général Jürchedei, membre du clan Uru'ut et qui avait tué Jakha Gambhu après que ce dernier se soit retourné contre Gengis Khan,. La raison exacte de ce remariage est inconnue : selon L'Histoire secrète des Mongols, Gengis Khan a donné Ibaqa à Jürchedei en récompense de son service en blessant Nilga Senggum en 1203 et, plus tard, en tuant Jakha Gambhu.
À l'inverse, Rashid al-Din dans Jami' al-tawarikh affirme que Gengis Khan a divorcé d'Ibaqa à cause d'un cauchemar dans lequel Dieu lui a ordonné de la donner immédiatement, et Jürchedei gardait la tente. Quelle que soit la raison, Gengis Khan a permis à Ibaqa de conserver son titre de Khatun même lors de son remariage, et lui a demandé de lui laisser un gage de sa dot grâce auquel il pourrait se souvenir d'elle,. Les sources s’accordent également sur le fait qu’Ibaqa était assez riche. Lors de son nouveau mariage, elle a déménagé dans le nord de la Chine et a donné naissance à des enfants. Jürchedei, en tant que gendre du Khan via son nouveau mariage, reçut le commandement de 4 000 hommes, qui étaient tous des compatriotes Uru'uts.
Quand Ögedei Khan, l'ancien beau-fils d'Ibaqa, mourut le 11 décembre 1241, probablement d'une intoxication alcoolique ou d'une défaillance d'organe après une soirée arrosée la nuit précédente, Ibaqa, avec Al Altan, la plus jeune fille de l'épouse principale de Gengis Khan, Börte, étaient chacun soupçonnés d'avoir empoisonné Ögedei. Ibaqa a été innocenté après qu'un général Jalayir très respecté, fidèle aux Ögedeyids, Eljigidei, ait protesté en affirmant que les femmes étaient innocentes parce que l'alcoolisme d'Ögedei était trop connu pour être empoisonné pour être crédible comme son assassin. Alors qu'Ibaqa a échappé aux accusations, Al Altan a ensuite été exécuté.
Anne F. Broadbridge note que le remariage d'Ibaqa a affaibli, par inadvertance ou délibérément, le réseau familial des épouses Kerait au sein de la famille Gengisid, bien que ce réseau soit resté en place. Chaque année, elle retournait en Mongolie pour renouer ses relations avec la cour, organiser des fêtes et s'entretenir avec sa sœur Sorghaghtani.